# The Bard’s Song (In the Forest)
The Bard’s Song (In the Forest) (с англ. — «Песня барда в лесу») — песня немецкой Пауэр-метал-группы Blind Guardian с альбома Somewhere Far Beyond, вышедшего в 1992 году. Автор музыки — Андре Ольбрих, автор текста — Ханси Кюрш. В 2003 году к десятилетию песни, она была перевыпущена отдельным синглом. Обложку сингла нарисовал российский художник Лео Хао, и она впоследствии активно использовалась в мерчандайзе группы: на майках, сумках и значках.

## Песня
Песня представляет собой акустическую балладу в духе фолк-рока, что значительно отличается от стандартного для Blind Guardian метала. Баллада содержит много проигрышей на акустической гитаре, ударные инструменты не используются. Текст песни поется от имени некоего барда из фэнтезийного мира, который восхваляет бардовские песни о старинных временах, героях, эльфах и гномах.
Изначально она служила вступлением двойного трека The Bard’s Song, первая часть которого называлась «In the Forest», а вторая — «the Hobbit». Вторая часть песни, использующая похожую мелодию, была «тяжёлой», исполнялась на электрогитарах и являлась пересказом повести Джона Толкиена «Хоббит, или Туда и обратно». В японском издании альбома The Bard’s Song была выпущена как единая песня, но в остальных изданиях представляла собой два трека. Поскольку на концертах они часто исполнялись порознь и связь между ними потерялась, название «The Bard’s Song» стало чаще ассоциироваться с первой, акустической песней, а со второй — название «The Hobbit», в соответствии с текстом.
В 2003 году The Bard’s Song (In the Forest) была выпущена отдельным синглом, на который вошли записи концертного исполнения The Bard’s Song в разных городах мира. На песню также был снят видеоклип. В нём трое из членов группы (кроме ударника) исполняют на акустических гитарах The Bard’s Song в темноте, освещенные лишь тремя лучами света.
Песня является одним из «хитов» группы. На концертах, как правило, песня исполняется публикой, которой Ханси Кюрш лишь напоминает первые строки.

## Композиции сингла
1. «The Bard’s Song (In the Forest)» (новая студийная версия) — 3:30
2. «The Bard’s Song (In the Forest)» (концерт в Милане, 10 октября 2002) — 4:32
3. «The Bard’s Song (In the Forest)» (концерт в Мюнхене, 5 мая 2002) — 4:29
4. «The Bard’s Song (In the Forest)» (концерт в Мадриде, 4 июня 2002) — 4:30
5. «The Bard’s Song (In the Forest)» (концерт в Штутгарте, 6 мая 2002) — 4:18

## Состав
- Ханси Кюрш — вокал, акустическая гитара
- Андре Ольбрих — гитара, бэк-вокал
- Маркус Зипен — гитара, бэк-вокал